# Lliga anglesa d'hoquei sobre patins masculina
La National Premier League o Lliga anglesa d'hoquei patins masculina és la competició nacional més important d'hoquei patins d'Anglaterra. Consisteix en 9 equips.

## Palmarés
- 16 títols: Herne Bay United RH
- 12 títols: Southsea
- 5 títols: Middlesbrough
- 4 títols: King's Lynn
- 3 títols: Wolverhampton
- 2 títols: Grimsby
- 1 títol: Folkestone, Halifax i Bury St Edmunds

## Historial
- 1974: Wolverhampton
- 1975: Wolverhampton
- 1976: Folkestone
- 1977:
- 1978: Wolverhampton
- 1979: Middlesbrough
- 1980: Middlesbrough
- 1981: Southsea
- 1982: Southsea
- 1983: Southsea
- 1984: Southsea
- 1985: Southsea
- 1986: Southsea
- 1987: Southsea
- 1988: Southsea
- 1989: Southsea
- 1990: Southsea
- 1991: Southsea
- 1992: Southsea
- 1993: Herne Bay United RH
- 1994: Herne Bay United RH
- 1995: Herne Bay United RH
- 1996: Herne Bay United RH
- 1997: Herne Bay United RH
- 1998: Herne Bay United RH
- 1999: Halifax
- 2000: Herne Bay United RH
- 2001: Herne Bay United RH
- 2002: Herne Bay United RH
- 2003: Herne Bay United RH
- 2004: Herne Bay United RH
- 2005: Bury St Edmunds
- 2006: Herne Bay United RH
- 2007: Herne Bay United RH
- 2008: Herne Bay United RH
- 2009: Herne Bay United RH
- 2010: Herne Bay United RH
- 2011: Middlesbrough RHC
- 2012: Grimsby
- 2013: Middlesbrough RHC
- 2014: Grimsby
- 2015: Middlesbrough RHC
- 2016: King's Lynn
- 2017: King's Lynn
- 2018: King's Lynn
- 2019: King's Lynn